# 敦賀二十五銀行
敦賀二十五銀行（つるがにじゅうごぎんこう）は、昭和期に福井県嶺南地方の有力行が合併して設立された銀行。
金融恐慌を受け、1927年（昭和2年）3月に銀行法が制定され、より資本力の強い銀行を目指して、1県1行政策が始まった。
福井県内においても、嶺北地方の森田銀行、第五十七銀行と嶺南地方の敦賀銀行、二十五銀行の4行合併が模索されたものの、嶺北地方の福井市に本店を置くことに、二十五銀行と敦賀銀行が反発し、1928年（昭和3年）12月に2行だけで合併し、新たに設立。

その後、1936年（昭和11年）3月10日に嶺南地方最大の銀行であった大和田銀行（後に三和銀行に合併）に合併された。

## 沿革
- 1928年（昭和3年）12月1日：敦賀銀行、二十五銀行が合併し設立[2]
- 1929年（昭和4年）7月1日：本郷銀行を合併[2]
- 1936年（昭和11年）3月10日：大和田銀行に合併[2]